# Johann Karl von Huyn
Johann Karl August von Huyn (Szigetvár, 1º febbraio 1812 – Gmunden, 1º settembre 1889) è stato un generale austriaco, maresciallo di campo e membro dello staff del feldmaresciallo Radetzky, a Milano, negli anni 1840-48.

## Biografia
Johann Karl August von Huyn iniziò la carriera militare come cadetto presso l'Accademia militare Teresiana di Wiener Neustadt nel 1830 nel 54º Reggimento fanteria, nel 1831 fu nominato tenente in Galizia. Nel 1832 fu promosso aiutante di battaglione a Praga e nel 1835 tenente nel personale del quartier generale. Nel 1840 fu promosso al grado di capitano presso lo staff del feldmaresciallo Radetzky in Italia, a Milano, e vi servì dal 1840 al 1848 come negoziatore diplomatico.
Dopo la rivoluzione nel 1849 divenne maggiore e poi tenente colonnello e nominato capo di stato maggiore del 3º Corpo d'Armata. Fu pluridecorato nel corso della battaglia di Novara del 1849.
Johann Carl von Huyn si sposò il 28 gennaio 1850 a Bolzano con Natalie Sarentino. La coppia ebbe sette figli, tra cui, il conte Karl Georg von Huyn, diventò l'ultimo governatore militare della Galizia, Paul von Huyn, arcivescovo di Praga, e il conte Otto Aloys von Huyn, il comandante dell'ultima battaglia di cavalleria combattuta in Europa.
Nominato colonnello, nel luglio 1857 assunse al grado di maggiore generale con il comando del 4º Corpo d'Armata. Nel corso della campagna austriaca del 1859 in Italia comandò una brigata nella difesa del Tirolo meridionale. Tra 1860-1865 fu responsabile dell'Ufficio scientifico dello Stato Maggiore Generale.
Il 3 giugno 1865 fu promosso tenente feldmaresciallo e l'anno successivo fu nominato consigliere militare austriaco presso l'8º Corpo d'Armata prussiano, in seguito fu assegnato al 7º Corpo d'Armata prussiano. Nel 1867 il conte Huyn era il comandante di unità di fanteria in Austria, nel 1870 comandante della piazzaforte militare di Praga e promosso al grado di maresciallo il 28 novembre 1871.
Nel 1874 il Senato austriaco lo elesse presidente del Supremo Tribunale Militare di Giustizia. Solo due anni più tardi, il 1 ° luglio 1876, il conte Huyn, in seguito ad una sua esplicita richiesta, ottenne di essere posto in congedo dal servizio attivo.
Morì il 1º settembre 1889 a Gmunden.